# Ozarba illimitata
Ozarba illimitata là một loài bướm đêm trong họ Noctuidae.